# Ampharete grubei
Ampharete grubei är en ringmaskart som beskrevs av Anders Johan Malmgren 1865. Ampharete grubei ingår i släktet Ampharete och familjen Ampharetidae.
Artens utbredningsområde är Nordsjön. Arten är reproducerande i Sverige. Utöver nominatformen finns också underarten A. g. baltica.